# Titularbistum Aristium
Aristium (ital.: Aristio) ist ein Titularbistum der römisch-katholischen Kirche.
Es geht zurück auf einen untergegangenen Bischofssitz in der gleichnamigen antiken Stadt, die in der Spätantike politisch der römischen Provinz Phrygia Pacatiana (heute westliche Türkei) zugehörig war. Der Bischofssitz war der Kirchenprovinz Laodicea zugeordnet.
| Titularbischöfe von Aristium |                      |                                               |                 |          |
| Nr.                          | Name                 | Amt                                           | von             | bis      |
| 1                            | Josip Marija Carević | emeritierter Bischof von Dubrovnik (Kroatien) | 9. Februar 1940 | Mai 1945 |